# Mantet (Têt)
Der Mantet (katalanisch: Ribera de Mentet) ist ein Gebirgsfluss in Nordkatalonien, der im äußersten Süden Frankreichs, im Département Pyrénées-Orientales in der Region Okzitanien verläuft.

## Geographie

### Verlauf
Der Mantet entspringt unter dem Namen Ribera del Callau beim Gipfelgrat der östlichen Pyrenäen, nahe der Grenze zu Spanien, an der Nordflanke des Roc Colom (2507 m), im Gemeindegebiet von Mantet. Er entwässert generell Richtung Nordnordwest durch das Naturschutzgebiet Mantet, ändert seinen Namen nochmals auf Ribera del Ressec und erreicht sodann den Ort Mantet. Ab hier nimmt er seinen definitiven Namen an, wechselt in das anschließende Naturschutzgebiet Nyer über, das er durch die sehenswerten Schluchten Gorges de Nyer wieder verlässt. Er passiert den Ort Nyer und mündet unterhalb davon nach insgesamt rund 18 Kilometern als rechter Nebenfluss in die Têt. Auf seiner gesamten Fließstrecke verläuft der Mantet im Regionalen Naturpark Pyrénées Catalanes und quert im Mündungsabschnitt die Bahnstrecke Ligne de Cerdagne.

### Orte am Fluss
(Reihenfolge in Fließrichtung)
- Mantet
- Nyer
- Mas de Mallol, Gemeinde Nyer